# Massimo Natili
Massimo Natili (Ronciglione, 28 luglio 1935 – Viterbo, 19 settembre 2017) è stato un pilota automobilistico italiano.

## Carriera
Iniziò a disputare le prime corse a 18 anni, impegnandosi nelle gare in salita.
Dopo alcuni buoni risultati ottenuti in Formula Junior, tra cui un secondo posto al Gran Premio della Lotteria, esordì in Formula 1 ad Aintree su una Cooper T51 della Scuderia Centro Sud, qualificandosi ventottesimo, ma venendo costretto al ritiro nel corso del primo giro per un problema al cambio. Si qualificò anche per l'appuntamento di Monza, nel quale però non prese il via poiché la sua monoposto venne destinata a Renato Pirocchi dopo le qualifiche. Durante l'anno disputò anche Gran Premi fuori campionato.
Nel 1962 ebbe un grave incidente a Monza a bordo di una Formula Junior e fu salvato da uno spettatore, Sergio Kellermann. Negli anni a seguire continuò a correre nelle formule minori e in gare con vetture sportprototipo, vincendo il titolo italiano nel 1965.
Nel 1966 partecipò inoltre alla 24 Ore di Le Mans in coppia con Sam Posey per la Bizzarrini, ma dovette ritirarsi.
Corse inoltre nel rallycross e diresse per anni la scuola di pilotaggio di Vallelunga.

## Risultati in Formula 1
| 1961 | Scuderia            | Vettura    |  |  |  |  |     |  |    |  |  |  |  | Punti | Pos. |
| ---- | ------------------- | ---------- |  |  |  |  | --- |  | -- |  |  |  |  | ----- | ---- |
| 1961 | Scuderia Centro Sud | Cooper T51 |  |  |  |  | Rit |  | NP |  |  |  |  | 0     |      |

| Legenda | 1º posto     | 2º posto | 3º posto    | A punti         | Senza punti/Non class.  | Grassetto – Pole position Corsivo – Giro più veloce |
| Legenda | Squalificato | Ritirato | Non partito | Non qualificato | Solo prove/Terzo pilota | Grassetto – Pole position Corsivo – Giro più veloce |